# Planet E
Planet E est un label discographique américain de techno de Détroit, basé à Détroit, dans le Michigan.

## Histoire
Le label est fondé en 1991 par Carl Craig. La première sortie de Planet E s'intitule 4 Jazz Funk Classics, que Craig enregistre sous le nom de 69. Les premières sorties sur Planet E étaient principalement des projets de Craig sous une multitude de pseudonymes, mais évoluent ensuite pour devenir la maison d'une myriade d'artistes les plus influents de la musique électronique tels que Kevin Saunderson, Moodymann, Kenny Larkin, et Recloose. 
En 2001, Planet E célèbre son dixième anniversaire lors du Detroit Electronic Music Festival,. Planet E développe continuellement son roster, avec des producteurs tels que Martin Buttrich, Jona, Ican, Glimpse et bien d'autres. En 2011, le label fête ses 20 ans d'existence avec la sortie d'une compilation mixée par Craig, intitulée 20 Years of Planet E Essential Mix, sortie sous formats physique et numérique. En 2021, il fête ses 30 ans avec la sortie de l'album Planet E 30.
En outre, Planet E possède un label subsidiaire, Community Projects. Craig développe ce label pour présenter de la musique d'autres genres, allant de l'afro blues au space jazz en passant par les musiques du monde. 

## Discographie partielle
- PE 65230 - Paperclip People - The Secret Tapes of Dr. Eich (CD)
- PE 65232 - Carl Craig - More Songs About Food and Revolutionary Art (CD / 2xLP)
- PE 65235 - Kevin Saunderson - Faces and Phases (CD / 2xLP)
- PE 65303 - Kenny Larkin - Keys, Strings, Tambourines (CD / 2xLP)
- PE QDT 1 - Quadrant - Infinition (12")